# Tabăra (okręg Jassy)
Tabăra'' – wieś w Rumunii, w okręgu Jassy, w gminie Bivolari. W 2011 roku liczyła 965 mieszkańców.